# コヤノ美術館
コヤノ美術館（コヤノびじゅつかん）は、大阪市都島区および兵庫県西脇市にある、日本の古美術を中心とした私立美術館である。 実業家・小谷野達雄の蒐集した美術品を展示している。主に庶民の生活が感じられるものに重点を置き、幅広く所蔵する。

## 概要
コーティング剤「コヤフロン」の製造販売施工を行う株式会社コヤノの創業者、小谷野達雄が20代の頃から蒐集し続けた品を、テーマごとに別け企画展示している。
蒐集品は主に日本の古美術・古民具などで、庶民が使用したものを中心に集められており、ジャンルは多岐にわたる。
- 1998年（平成10年）、コヤノが大阪市都島区に本部ビルを建設した事を機に、館内に美術館を開館。
- 2008年（平成20年）8月、兵庫県西脇市の元大地主であった藤井家の邸宅を購入修復した「コヤノ美術館　西脇館～豪農の館～」を開館。 西脇館は860坪の敷地に1890年（明治23年）に棟上げされた主屋、大正時代の洋館及び風呂便所棟、昭和初期の接客用離れ、衣装蔵などから成り、2011年（平成23年）には主屋が、2015年（平成27年）にはそれ以外の建造物全てが国登録有形文化財に登録、2017年（平成29年）には県指定景観形成重要建造物等に指定される。

## 所在地
- 大阪市都島区東野田町1-19-7（大阪本館）
- 兵庫県西脇市市原町139（西脇館）

## 利用情報
大阪本館
- 開館時間 - 11：00～18：00（最終入館17：30）
- 休館日 - 日曜・祝日、展示入替期間（12月後半～1月）
- 入館料 - 大人500円、小・中・高200円

西脇館
- 入館受付時間 - 10：00～17：00（12月～2月は16：00まで）
- 休館日 - 月曜～金曜（祝祭日関係なく土・日のみ開館）、展示入替期間（12月半ば～1月上旬）
- 入館料 - 大人800円、小・中300円

## 過去の企画展
・「櫛かんざしと化粧道具展」・「浮世絵展」・「古鏡展」・「弁当箱と酒器展」・「灯かり展」・「銭函と錠前展」・「喫煙具展」・「古地図展」・「映画ポスター展」・「文具展」・「盃洗と引札展」・「鏡台展」・「盃台と東海道五十三次展」・「裁縫と抒情画展」・「貯金箱と宝船展」・「はきもの展」・「うちわ展」・「ぼうしとかばん展」・「珍品展」・「おもちゃ展」・「楽譜表紙展」